# Plantersville
Plantersville is een plaats (town) in de Amerikaanse staat Mississippi, en valt bestuurlijk gezien onder Lee County.

## Demografie
Bij de volkstelling in 2000 werd het aantal inwoners vastgesteld op 1144.
In 2006 is het aantal inwoners door het United States Census Bureau geschat op 1328, een stijging van 184 (16,1%).

## Geografie
Volgens het United States Census Bureau beslaat de plaats een oppervlakte van
3,7 km², geheel bestaande uit land.

## Plaatsen in de nabije omgeving
De onderstaande figuur toont nabijgelegen plaatsen in een straal van 20 km rond Plantersville.